# Rostflorskinn
Rostflorskinn (Botryobasidium simile) är en svampart som tillhör divisionen basidiesvampar, och som beskrevs av Zdeněk Pouzar och Věra Holubová-Jechová. Rostflorskinn ingår i släktet Botryobasidium, och familjen Botryobasidiaceae. Arten är reproducerande i Sverige.